# 코략스카야 화산

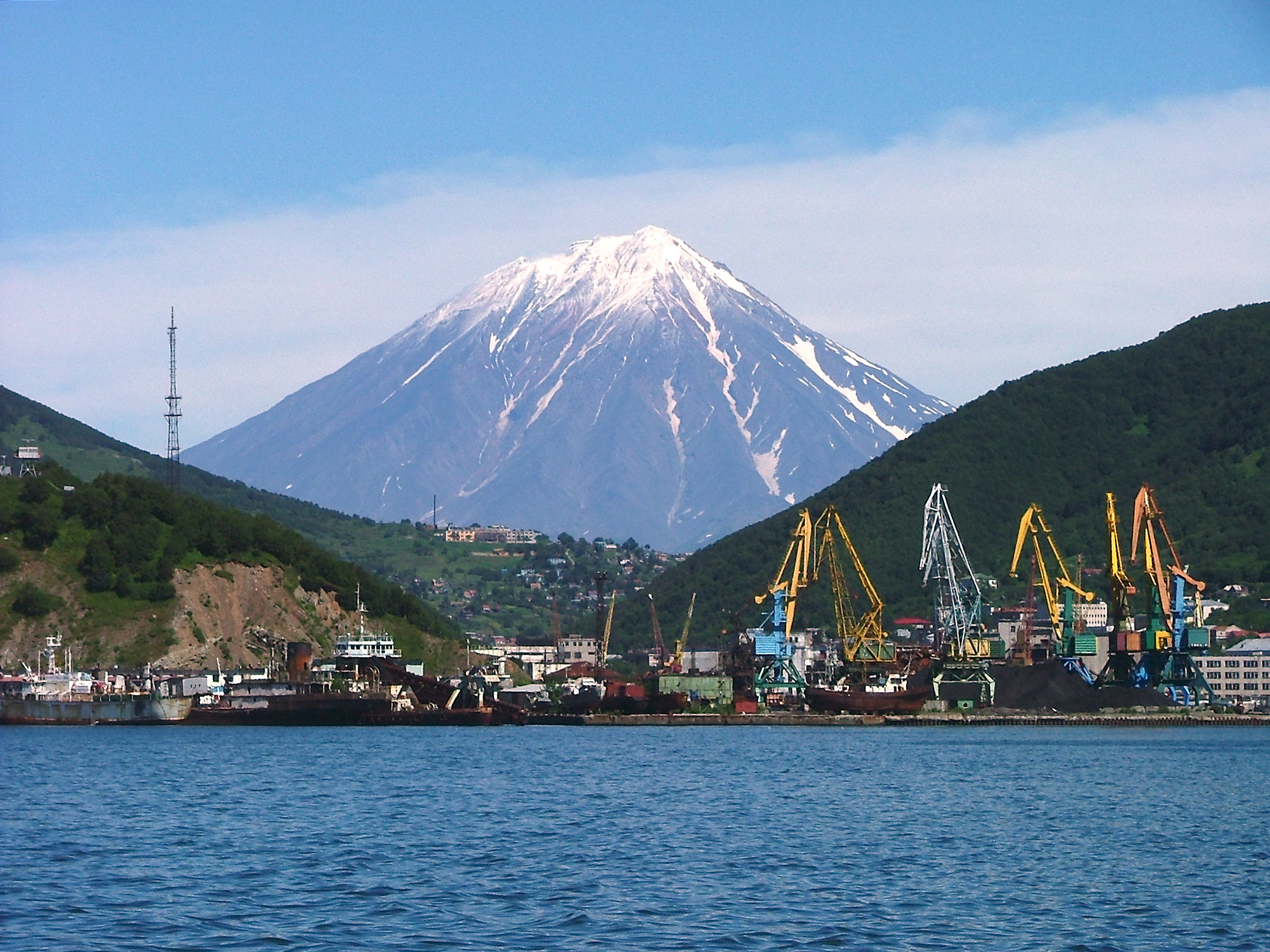
아바차 베이와 코략스카야 화산

코략스카야 화산(러시아어: Коря́кская со́пка, Koryakskaya Sopka)은 성층 화산으로, 러시아 캄차카반도의 캄차카 화산군에 위치해 있는 산이다. 이 산은 활화산으로, 산꼭대기가 아니라 산허리에서 주로 분화가 일어난다. 지금도 분화 활동을 계속하고 있으며, 옆에는 아바친스키 산이 있다.
높이는 3,456미터이다.